# Ángel Herrera Oria
Angel Herrera Oria , também Angel Herrera y Oria (Santander, 19 de dezembro de 1886 - Madrid, 28 de julho de 1968) foi um advogado, político e teólogo espanhol. Ele foi bispo de Málaga e cardeal da Igreja Católica.

## Vida
Herrera Oria formou-se no Colégio dos Jesuítas de Valladolid e estudou Direito na Universidade de Salamanca . Em 1907 ele entrou no serviço do procurador do estado e foi transferido pela primeira vez para Burgos . Em 1908, ele se despediu e deixou Burgos volta para a Universidade Central em Madrid para fazer um doutorado em jurisprudência. Ele então retornou ao serviço civil.
Em 1910 ele se tornou o primeiro presidente desde dezembro de 1909 situados no sugestão do padre jesuíta e Ángel Ayala Foundation Asociación Católica Nacional de Propagandistas (ACNP), a divulgação das posições católicas na vida pública. Em 1911 fundou o jornal "El Debate" e a editora, que dirigiu como diretor de 1911 a 1933. Desde 1926 pertenceu ao jornal uma reconhecida escola de jornalismo, ainda hoje conhecida.
Durante a Segunda República, ele manteve uma posição moderadamente conservadora, que não pressionou pela restauração absoluta da monarquia. Ele era presidente do partido Ação Nacional (mais tarde renomeado como Acción Popular , já que apenas instituições estatais poderiam incluir o componente de nome "nacional"), que formava uma parte importante do partido colecionador conservador católico CEDA . De 1933 a 1936, Herrera Oria foi presidente do Comitê Central da Ação Católica na Espanha. Pouco antes do início da Guerra Civil Espanhola em 1936, ele foi para a Universidade de Freiburg para a Teologia Católicapara estudar. Em 28 de julho de 1940, ele recebeu o sacramento da Ordem . Ele retornou à Espanha em 1943 e trabalhou até 1947 como pastor na diocese de Santander , antes do Papa Pio XII. nomeado bispo de Málaga em 1947. A ordenação episcopal doou-o em 30 de Junho de 1947, o núncio apostólico na Espanha e mais tarde cardeal Gaetano Cicognani , co-consecrators foram José María Eguino Trecu , Bispo de Santander, e Juan Hervás y Benet , coadjutor de Mallorca . Em 1965 ele se tornou cardeal sacerdote com oA igreja do título Sacro Cuore di Maria foi adicionada ao Colégio dos Cardeais . Ele participou da segunda, terceira e quarta sessões do Concílio Vaticano II .
Ángel Herrera Oria morreu em 28 de julho de 1968 em Madri e foi enterrado na Catedral de Málaga. Em novembro de 1995, o processo de beatificação foi aberto.